# 7385-ös mellékút (Magyarország)
A 7385-ös számú mellékút egy csaknem tíz kilométer hosszú, négy számjegyű országos közút Zala vármegye és Vas vármegye határvidékén.

## Nyomvonala
A 7328-as útból ágazik ki, annak 30,200-as kilométerszelvényénél, Pókaszepetk belterületén, északnyugat felé. Nefelejcs utca néven indul, de alig 300 méter után elhagyja a település lakott területét. 600 méter után egy elágazáshoz ér: az innen egyenesen továbbvezető szakasz csak a környék egy nagy mezőgazdasági telephelyére vezet, a 7385-ös út északkelet, majd kicsivel ezután észak felé folytatódik tovább.
4,2 kilométer megtétele után lép Nagytilaj területére: ott először – az 5,300-as kilométerszelvénye környékén – Hervadtfa településrészre ér, a neve is Hervadtfa utca ezen a szakaszon, majd miután az 5,850-es kilométerszelvényénél kilép a településrész házai közül és keresztezi a Nagytilaji-patakot, a Béke utca nevet veszi fel és belép Nagytilaj központjának házai közé. A falu északi felében már a Petőfi Sándor utca nevet viseli, amíg – 6,8 kilométer után – ki nem lép a község belterületéről.
7. kilométerénél már Bérbaltavárra érkezik, aminek első házait kicsivel a 9. kilométere előtt éri el. Utolsó rövid szakaszán az eddiginél keletebbi irányt vesz és a Tilaji utca nevet viseli. A 7361-es útba becsatlakozva ér véget, kicsivel annak 5. kilométere után, pár lépésre Bérbaltavár egyik jellegzetességétől, attól a kardfogú tigrist ábrázoló, közel életnagyságú szobrától, amely a település határában végzett, nemzetközi jelentőségű régészeti feltárásoknak és az itt fellelt nagy mennyiségű ősmaradvány azonosításának állít emléket.
Teljes hossza, az országos közutak térképes nyilvántartását szolgáló kira.gov.hu adatbázisa szerint 9,578 kilométer.

## Települések az út mentén
- Pókaszepetk
- Nagytilaj
- Bérbaltavár

## Története
A Cartographia 2004-es kiadású Világatlaszában az út Pókaszepetk és Nagytilaj közti szakasza nem szerepel, az atlasz térképe Nagytilajt még zsákfalunak mutatja.